# Calymmaria sierra
Calymmaria sierra är en spindelart som beskrevs av Ernst Heiss och Draney 2004. Calymmaria sierra ingår i släktet Calymmaria och familjen panflöjtsspindlar. Inga underarter finns listade.